# Masdevallia welischii
Masdevallia welischii är en orkidéart som beskrevs av Carlyle August Luer. Masdevallia welischii ingår i släktet Masdevallia och familjen orkidéer.
Artens utbredningsområde är Peru. Inga underarter finns listade i Catalogue of Life.